# Martin Zeller
Carl Martin Joseph Zeller, född 3 oktober 1824 i Waren, Mecklenburg-Schwerin, död 17 februari 1887 i Stockholm, var en svensk kontrabasist och violinist vid Kungliga hovkapellet.

## Biografi
Martin Zeller föddes 3 oktober 1824 i Waren, Mecklenburg-Schwerin. Hans far arbetade som musiker. Zeller anställdes 1 oktober 1847 som extra biträdande violinist vid Kungliga hovkapellet i Stockholm och blev ordinarie från 1 juli 1848. Han avslutade sin tjänst 1 oktober 1853. Han gifte sig 11 oktober 1856 i Kristiania med Christina Sommare Wäsström. Zeller arbetade från 1 augusti 1862 som kontrabasist vid hovkapellet. Zeller avled 17 februari 1887 i Tyska S:ta Gertruds församling, Stockholm.